# Murilo Ramos Krieger
Murilo Sebastião Ramos Krieger S.C.I. (Brusque, 19 september 1943) is een Braziliaans geestelijke en een aartsbisschop van de Rooms-Katholieke Kerk.
Ramos Krieger studeerde filosofie en theologie aan het seminarie van de Priestercongregatie van het Heilig Hart van Jezus. Hij legde zijn kloostergeloften af in 1964. Zijn priesterwijding vond plaats op 7 december 1969. Vervolgens was hij werkzaam in diverse pastorale functies.
Op 16 februari 1985 werd Ramos Krieger benoemd tot hulpbisschop van Florianópolis en tot titulair bisschop van Lysinia. Zijn bisschopswijding vond plaats op 28 april 1985. Hij werd op 8 mei 1991 benoemd tot bisschop van Ponta Grossa.
Ramos Krieger werd op 7 mei 1997 benoemd tot aartsbisschop van Maringá. Op 20 februari 2002 volgde zijn benoeming tot aartsbisschop van Florianópolis. Hij werd op 12 januari 2011 benoemd tot aartsbisschop van São Salvador da Bahia, waardoor hij tevens primaat van Brazilië werd. Hij was in die functie de opvolger van Geraldo Majella Agnelo die met emeritaat was gegaan.
Ramos Krieger ging op 11 maart 2020 met emeritaat.
- Gemeinsame Normdatei: 1057699020
- International Standard Name Identifier: 0000 0000 6939 7510
- Library of Congress Control Number: n2022251647
- Virtual International Authority File: 99049172